# Михаил Святых
Михаил Святых или Михаил де Санктис (лат. Michael de Sanctis, кат. Miquel dels Sants, исп. Miguel de los Santos), в миру Мигель Аржемир-и-Миджа (кат. Miquel Argemir i Mitjà; 29 сентября 1591[…], Вик — 10 апреля 1625[…], Вальядолид) — каталонский босоногий монах-триниарий, святой Римско-католической церкви.

## Биография
В возрасте двенадцати лет приехал в Барселону и попросил принять его в монастырь тринитариев. После трёхлетнего новициата, в 1607 году, принёс монашеские обеты в орденском монастыре Святого Ламберта в Сарагосе. Повстречав однажды босоногого триниария, он почувствовал призыв к более аскетическому образу жизни и поступил послушником в конгрегацию босых тринитариев в Мадриде. Затем принёс обеты в Алькале, был рукоположен с сан священника и дважды избирался настоятелем монастыря в Вальядолиде, где и умер в 1625 году в возрасте 33 лет.
Всю свою жизнь Михаил Святых провёл в молитвах и умерщвлении плоти. Он особенно почитал Святую Евхаристию и якобы несколько раз испытывал экстаз во время Святого Таинства.
Беатифицирован папой Пием VI 24 мая 1779 года, канонизирован папой Пием IX 8 июня 1862 года. День памяти отмечается 10 апреля. Его обычно изображают стоящим на коленях перед алтарём, где показано Святое Причастие.
Канадский муниципалитет Сен-Мишель-де-Сент в Квебеке назван в его честь.